# 프랑수아 드 말레르브

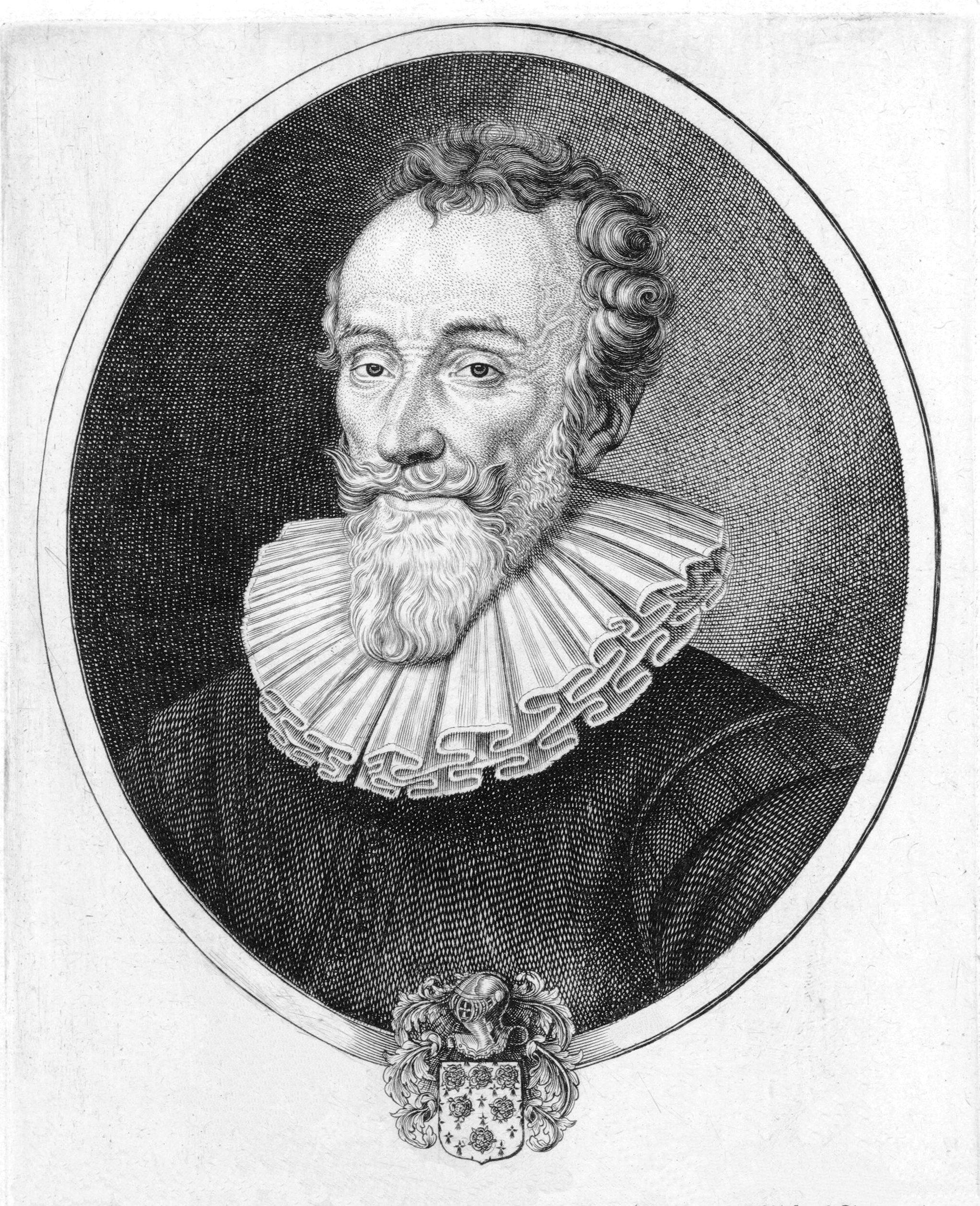

프랑수아 드 말레르브(François de Malherbe, 1555년 ~ 1628년 10월 16일)는 프랑스의 시인이다.
칸 출신. 앙리 당글렘의 비서로서 남프랑스에 체재했다. 40세에 궁정에 들어가 이후 궁정시인으로 활약하였다. 작품은 초기 롱사르풍(風)의 시로부터 바로크적인 것을 경유하여 만년에는 개인적 감정을 없앤 간결한 시까지 약 125편이 있다. 오늘날에는 시인으로서보다도 당시 풍부하였으나 잡다한 언어를 정리하여 균형이 잡힌 작시법을 체계세워 고전주의의 길을 열었다는 점으로 더욱더 평가되고 있다.